# تاریخ هیتیان

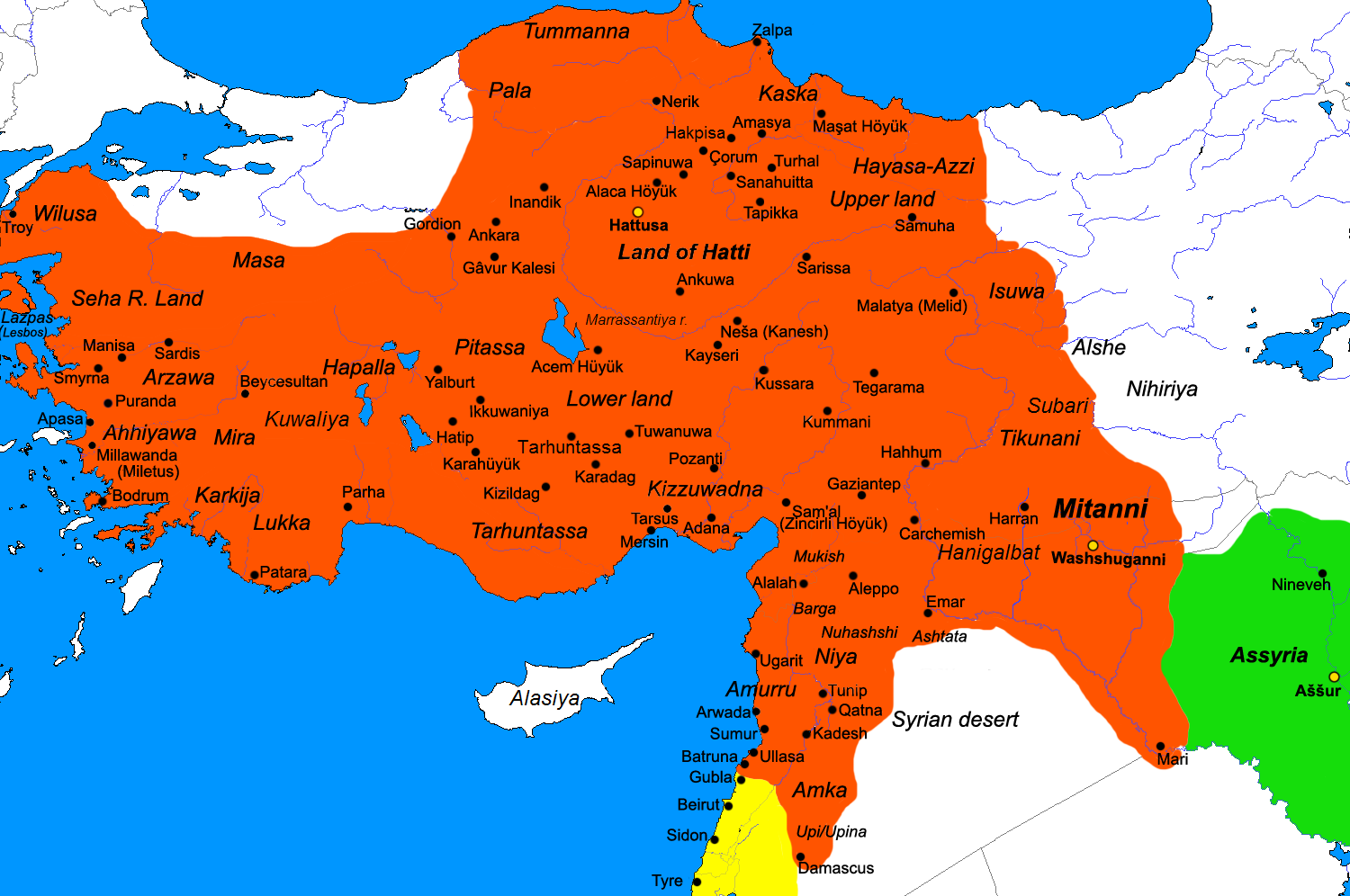
امپراتوری هیتی‌ها، در بزرگترین گسترش در زمان مورسیلی دوم ۱۳۲۱ تا ۱۲۹۵ پیش از میلاد

هیتیان مردمانی بودند که به زبان هندواروپایی صحبت می‌کردند و از سده ۱۸ پیش از میلاد مسیح پادشاهی‌ای را به مرکزیت هَتوسا Ḫattuša در منطقه آناتولی بنیان نهادند که آیین آن‌ها هیتیسم بود و دولت آن سلطنت استنبدادی بود که در علم به پیشرفت‌های زیادی رسیده بودند. صادرات هیتی‌ها که پارچه و خوراک بود و واردات هم که خوراک و داروهای بیابانی را از آشوریان در یافت می‌کردند.